# Anacondas: Trail of Blood
Anacondas: Trail of Blood (bra: Anaconda 4) é um telefilme romeno-americano de 2009, dos gêneros terror, aventura e ação, dirigido por Don E. FauntLeRoy.

## Sinopse
Um cientista revive uma serpente gigante geneticamente modificada em um laboratório secreto nas Montanhas Romenas usando um soro extraído de um exemplar de uma orquídea rara e muito valiosa, capaz de curar o câncer. Sabendo disso, um bilhionário que sofre de leucemia decide enviar um grupo de mercenários para encontrar o cientista dono do soro capaz de curá-lo, mas acabam tendo que enfrentar a serpente imortal que fugiu do cativeiro.

## Elenco
- Crystal Allen como Amanda Hayes
- Linden Ashby como Jackson
- John Rhys-Davies como Murdoch
- David Frye como Armon
- Danny Midwinter como Scott